# Kongruens (geometri)
Termen kongruens används för geometriska figurer som har samma storlek och form, men kan vara olika orienterade. 
Två geometriska figurer är kongruenta, om och endast om, de kan fås att sammanfalla genom translation, rotation och spegling. Detta kan jämföras med den inom geometrin använda termen likformighet, vilken används om figurer av samma form men inte nödvändigtvis samma storlek. För bevarad likformighet är således även skalning tillåten.